# Wisła Płock
El Wisła Płock es un club de fútbol de la ciudad de Płock, en Polonia, fundado en 1947. Actualmente juega en la Ekstraklasa, la primera categoría del fútbol polaco. El equipo también dispone de una sección de balonmano, llamada Orlen Wisła Płock.

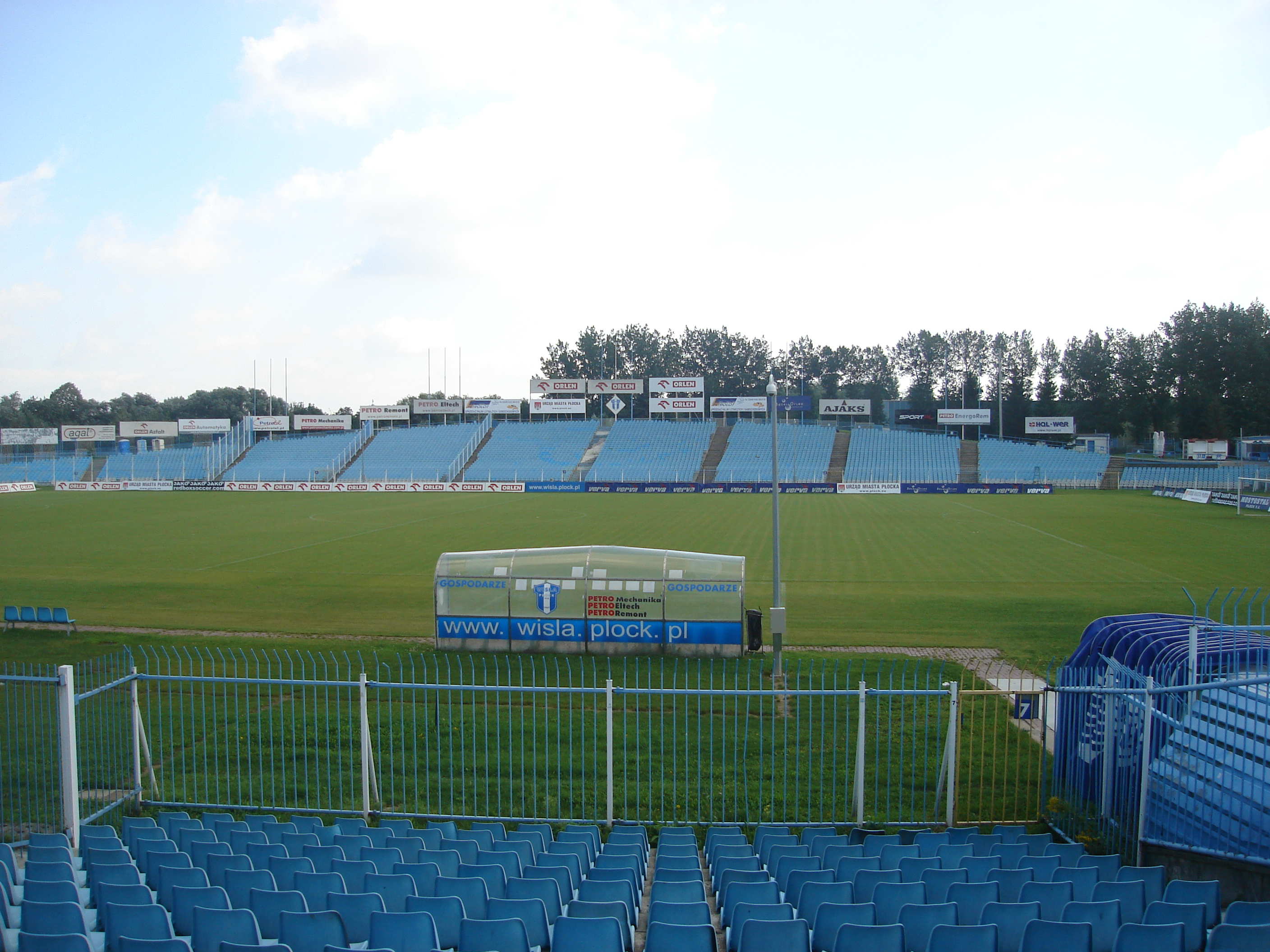
Estadio Kazimierz Górski.

## Historia
Fue fundado en el año 1947 en la ciudad de Płock con el nombre Elektryczność Płock, y desde entonces ha utilizado varios nombres a lo largo de su historia, los cuales han sido:
- 1947: Elektryczność Płock
- 1950: ZS Ogniwo Płock (Fusión entre Elektryczność y ZS Ogniwo)
- Primavera 1955: ZS Sparta Płock (Fusión entre ZS Ogniwo y ZS Sparta)
- Otoño 1955: PKS [Płocki KS] Wisła Płock
- 1963: ZKS Wisła Płock
- 1 de enero de 1992: ZKS Petrochemia Płock
- 1 de julio de 1999: KS Petro Płock
- 27 de junio de 2000: Orlen Płock
- 7 de junio de 2002: ZKS Wisła Płock

En la temporada 2005/06 se proclamó campeón de la Copa y de la Supercopa polaca de fútbol por primera vez en su historia, después de derrotar al Zagłębie Lubin y al Legia de Varsovia respectivamente. A nivel internacional, el Wisła Płock ha participado en tres torneos continentales, aunque nunca ha podido superar la ronda preliminar de la Liga Europa de la UEFA.

## Estadio
Juega sus partidos como local en el Estadio Kazimierz Górski, con capacidad para 10,978 personas.

## Colores
Los colores tradicionales del Wisła Płock son el blanco y el azul.

## Jugadores

### Plantilla 2022/23
Actualizado el 26 de julio de 2022.

### Jugadores destacados
- Žarko Belada
- Nikolay Branfilov
- Marko Čolaković
- Tomáš Došek
- Mamia Dzhikia
- Emmanuel Ekwueme
- Patrik Gedeon
- Vahan Gevorgyan
- Dariusz Gęsior
- Marko Grizonic
- Bartłomiej Grzelak
- Robert Gubiec
- Lubomyr Iwanskyj
- Ireneusz Jeleń
- Krzysztof Kazimierczak
- Arkadiusz Klimek
- Andrzej Kobylański
- Boris Kondev
- Peter Lerant
- Tomas Michalek
- Nikola Mihailovic
- Grazvydas Mikulenas
- Josef Obajdin
- Mitar Peković
- Sebastian Krakowiak
- Sławomir Peszko
- Aidas Preiksaitis
- Wojciech Łobodziński
- Radosław Matusiak
- Patryk Rachwał
- Marek Saganowski
- Lumir Sedlacek
- Pawel Sobczak
- Radosław Sobolewski
- Nenad Studen
- Stefan Todorov
- Raimondas Vileniskis
- Predrag Vujović
- Marcin Wasilewski
- Jakub Wierzchowski
- Jerzy Wojnecki
- Klaudiusz Ząbecki
- Nebojsa Zivković
- Marjan Jugović

## Palmarés
- Copa de Polonia: 1

2006
- - Finalista 1

2003
- Supercopa polaca de fútbol: 1

2006

## Participación en Compaticiones de la UEFA
| Temporada | Torneo    | Ronda            | Club                    | Marcador |
| --------- | --------- | ---------------- | ----------------------- | -------- |
| 2003/04   | Copa UEFA | Preliminar       | FK Ventspils            | 1–1, 2–2 |
| 2005/06   | Copa UEFA | Clasificatoria 2 | Grasshopper-Club Zürich | 0–1, 3–2 |
| 2006/07   | Copa UEFA | Clasificatoria 2 | Chornomorets Odessa     | 0–0, 1–1 |